# Port Etches
Port Etches es una bahía en el centro-sur del estado estadounidense de Alaska. Se sitúa en el lado occidental de la isla Hinchinbrook abriéndose al Hinchinbrook Entrance, un estrecho entre la isla homónima y la isla Montague, conectando el Prince William Sound y el golfo de Alaska.
Le fue dado su nombre por el capitán Nathaniel Portlock en julio de 1787, presumiblemente en honor a John Cadman Etches o Richard Cadman Etches, quienes junto con «otros comerciantes formaron una compañía llamada King George's Sound Company -también conocida como Richard Cadman Etches and Company) para ocuparse del comercio de pieles desde la costa occidental de América a China». George Dixon, que acompañaba a Portlock, lo llamó Port Rose. Los comerciantes rusos de pieles sin embargo le dieron el nombre de Zaliv Nuchek. No obstante, el primer nombre europeo usado para designar a esta bahía fue el de Puerto de Santiago, dado el 23 de julio de 1779 por Ignacio de Arteaga, durante su viaje de exploración junto con Juan Francisco de la Bodega y Quadra, para conmemorar la cercana festividad de Santiago Apóstol, el 25 de julio. Durante esta visita los españoles escenificaron el acto formal de toma de posesión, que consistió en una procesión en tierra a la que asistieron todos los oficiales y capellanes de la expedición, llevando una gran cruz mientras que los cañones y los mosquetes disparaban salvas. El Te Deum fue cantado, seguido de letanías y rezos. Tras el sermón el acta formal de posesión fue redactada y firmada por los oficiales y capellanes. Este hecho fue importante años después puesto que supuso la base para la reclamación de soberanía que España ejerció en el Pacífico Norte hasta la latitud 61º17'N.